# Françoise de Graffigny

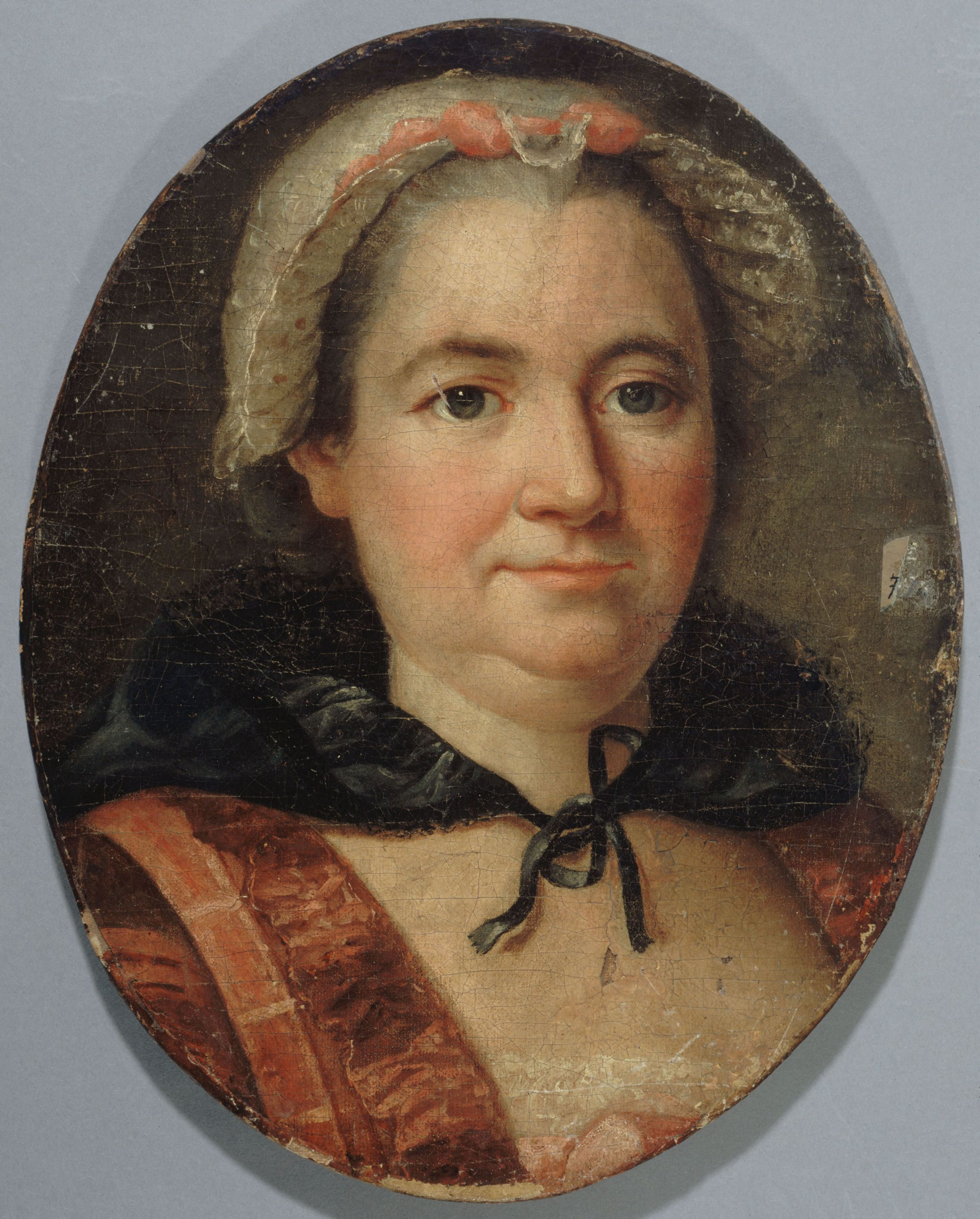
Madame de Graffigny

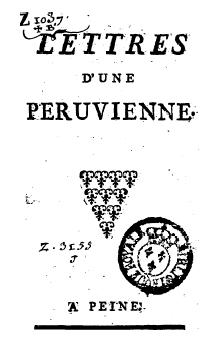
Lettres d'une Péruvienne (1747)

Françoise d'Issembourg du Buisson d'Happoncourt, bekend als madame de Graffigny (Nancy, 11 februari 1695 – Parijs, 12 december 1758) was een Franse schrijfster. Zij hield een salon in Parijs dat werd bezocht door vooraanstaande verlichte denkers.
De Graffigny werd op jonge leeftijd uitgehuwelijkt. Het huwelijk was niet gelukkig en haar echtgenoot toonde zich gewelddadig en verkwistend. Het echtpaar had drie kinderen. Zij wist van haar man te scheiden en enkele jaren daarna overleed hij. De weduwe vond onderdak bij Émilie du Châtelet en Voltaire in Cirey. Vervolgens werd ze gezelschapsdame aan het hof van Lotharingen. Ze vestigde zich in 1743 in Parijs waar ze een salon opende.
Ze wijdde zich aan het schrijven en kende een populair succes met haar Lettres d'une Péruvienne (1747), een pastiche op Lettres persanes (Perzische brieven) van Montesquieu. Hierin wierp ze een kritische blik op de maatschappij van haar tijd. Ook haar toneelstuk Cénie (1750) werd goed ontvangen. Een tweede toneelstuk, La Fille d’Aristide (1758), kende minder succes. Haar Lettres (brieven) werden postuum in 1820 uitgegeven en werpen een indiscrete blik op haar leven en kennissen.